# Giovanni Battista Guarini
Giovanni Battista Guarini, född 10 december 1538 i Ferrara, död 7 oktober 1612 i Venedig, var en italiensk skald.
Han blev ung professor i litteraturhistoria vid sin födelsestads universitet efter att ha studerad i Padua, Pisa och Ferrara, samt skaffade sig ett namn som skald, men togs snart av Ferraras hertig, Alfons II d’Este, i anspråk för diplomatiska uppdrag samt färdades 1567-82 som sändebud från hov till hov. Han drog sig därefter tillbaka till ett av sina lantgods i närheten av Rovigo med avsikten att överge både poesin och diplomatin, men återtog snart båda.
Då Torquato Tassos bekanta herdedikt "Aminta" utkommit och vunnit en glänsande framgång, skrev Guarini herdedramat "Il pastor fido" (översatt till svenska av Gunno Dahlstierna). J. T. Geisler efterlämnade i handskrift även en översättning av "II pastor fido" -, en "tragikomedi", som första gången uppfördes 1585 i Turin, vid Karl Emanuel av Savojens bröllop med Katarina Mikaela av Spanien, men trycktes först 1590. Hans "trogne herde" mottogs likväl av samtiden med glädje och var länge en förebild för idyller av samma art. Guarinis övriga poetiska arbeten är av mindre betydenhet. Den diplomatiska banan jämte Guarinis oroliga processlystna karaktär gjorde hans liv till en oavbruten rad av förvecklingar och juridiska tvister. Han författade texten till Vittoria Aleottis madrigalsamling Ghirlanda. 

## Övriga verk (urval)
- Lettere. Verona 1593
- Il segretario. Venedig 1594
- Rime. Venedig 1598
- La idropica. Verona 1734 (skådespel)
- Trattato della politica libertà som trycktes så sent som 1918